# Cannibal terror
Cannibal terror (fr. Terreur cannibale, hiszp. Terror caníbal, pl. Groza kanibali) – hiszpańsko-francuski film fabularny z 1981 w reżyserii Alaina Deruella, będący przedstawicielem kina kanibalistycznego.

## Fabuła
Dwaj kryminaliści porywają małą dziewczynkę Laurence Danville, chcąc wyłudzić okup od jej rodziców. Przestępcy opuszczają kraj i zaszywają się w domu ich bliskiego przyjaciela. Jeden z bandytów gwałci żonę właściciela domu. Ten w odwecie wywozi go do dżungli i zostawia na żer miejscowego plemienia kanibali. W międzyczasie państwo Danville wyruszają na poszukiwania córki i wpadają na trop bandytów. Ich jedyną drogą ucieczki zostaje dżungla.

## Obsada
- Silvia Solar jako Pani Danville
- Pamela Stanford jako Manuela
- Olivier Mathot jako Pan Danville
- Annabelle jako Laurence Danville
- Antoine Fontaine jako Roberto
- Mariam Camacho jako Rina